# مایکل جردن
مایکل جفری جردن (انگلیسی: Michael Jeffrey Jordan؛ زادهٔ ۱۷ فوریه ۱۹۶۳)، بازیکن سابق حرفه‌ای بسکتبال و تاجر آمریکایی است. وی به‌طور گسترده‌ای به عنوان بهترین بازیکن تاریخ بسکتبال شناخته می‌شود. او در مجموع ۱۵ فصل در اتحادیه ملی بسکتبال (ان‌بی‌ای) بازی کرد و ۶ قهرمانی را با تیم شیکاگو بولز به‌دست‌آورد. او نقش مهمی در رواج ورزش بسکتبال و ان‌بی‌ای در سراسر جهان در دهه‌های ۱۹۸۰ و ۱۹۹۰ داشت، و تبدیل به یک نماد فرهنگی در جهان شد.
جردن به مدت سه فصل در تیم بسکتبال دانشگاه کارولینای شمالی در چپل هیل ملقب به تار هیلز بازی کرد. او در فصل اول حضور خود در تیم در سال ۱۹۸۲ قهرمان مسابقات NCAA، بالاترین سطح مسابقات بسکتبال دانشگاهی در آمریکا شد. جردن در سال ۱۹۸۴ به عنوان سومین پیک درفت توسط شیکاگو بولز انتخاب و به سرعت به عنوان یک ستاره لیگ ظاهر شد. توانایی جهش او، که با اجرای اسلم دانک از خط پرتاب آزاد در مسابقات اسلم دانک به معرض نمایش درمی‌آمدند، نام‌های مستعار «ایر جردن» و «هیس ایرنس» را برای او به ارمغان آورد. جردن اولین عنوان قهرمانی خود را با بولز در سال ۱۹۹۱ به دست آورد و پس از آن در سال‌های ۱۹۹۲ و ۱۹۹۳ هم این کار را تکرار کرد. جردن قبل از فصل ۱۹۹۳–۱۹۹۴ به‌طور ناگهانی از بسکتبال کناره‌گیری کرد تا به صورت حرفه‌ای بیسبال بازی کند، اما در مارس ۱۹۹۵ به بولز بازگشت و آنها را به سه قهرمانی دیگر در سال‌های ۱۹۹۶، ۱۹۹۷ و ۱۹۹۸ و همچنین یک رکورد ۷۲ برد در فصل عادی رساند. او برای دومین بار در ژانویه ۱۹۹۹ اعلام بازنشستگی کرد اما برای دو فصل دیگر از ۲۰۰۱ تا ۲۰۰۳ به عنوان عضوی از تیم واشینگتن ویزاردز بازی کرد. او همچنین در طول دوران حرفه‌ای‌اش، برای بازی در تیم ملی ایالات متحده انتخاب شد و چهار مدال طلا در بازی‌های پان امریکن ۱۹۸۳، المپیک تابستانی ۱۹۸۴، جام ملت‌های قاره آمریکا ۱۹۹۲ و المپیک تابستانی ۱۹۹۲ کسب کرد.
جردن یکی از موثرترین ورزشکاران نسل خود در عرصه تبلیغات است. کفش‌های کتانی و برند ایر جردن شرکت نایکی، که در سال ۱۹۸۴ معرفی شدند و امروزه نیز محبوب هستند، از نام مستعار او نشات می‌گیرد. او در فیلم پرفروش هرج‌ومرج فضایی (۱۹۹۶) نقش خودش را بازی کرد و تمرکز اصلی مینی سریال مستند برنده جایزه امی، آخرین رقص (۲۰۲۰) بود. او در سال ۲۰۰۶ مالک قسمتی از سهام و رئیس امور بسکتبال باشگاه شارلوت هورنتس شد و در سال ۲۰۱۰ سهام کنترلی را خریداری کرد. او در سال ۲۰۲۳ اکثر سهام خود در این باشگاه را به فروش رسانید. وی همچنین مالک باشگاه اتوموبیل سواری 23XI Racing در سری رقابت‌های جام ناسکار است. در سال ۲۰۱۶، او اولین بازیکن میلیاردر تاریخ ان‌بی‌ای شد. در آن سال، رئیس‌جمهور باراک اوباما، مدال آزادی ریاست جمهوری را به او اعطا کرد. دارایی خالص او در سال ۲۰۲۳، حدود ۲ میلیارد دلار برآورد شده است.

## سال‌های آغازین زندگی
جردن در بروکلین، نیویورک زاده شد، پدرش جیمز جردن سرپرست تجهیزات یک کارخانه و مادرش دلوریس کارمند بانک بود. خانواده جردن هنگام کودکی او به ویلمینگتن در کارولینای شمالی نقل مکان کردند.
چهارمین فرزند از پنج فرزند خانواده است، دو برادر بزرگ‌تر با نام‌های لری و جیمز جونیور جردن، و یک خواهر بزرگ‌تر، دلوریس و خواهری کوچک‌تر به نام روزلین دارد. برادرش جیمز در سال ۲۰۰۶ به عنوان گروهبان‌یکم از تیپ سیگنال سی‌وپنجم از سپاه هجدهم هوابرد در ارتش ایالات متحده بازنشسته شد.

## دوران تحصیل
جردن به دبیرستان اِمزلی لینلی در ویلمینگتن رفت، جایی که در آن با پرداختن به بیسبال، فوتبال آمریکایی و بسکتبال، فعالیت حرفه‌ای ورزشی‌اش را با جدیت آغاز کرد. او در پایه دهم سعی کرد به تیم اول بسکتبال آموزشگاه ملحق شود، اما با قد ۱۸۰ سانتی‌متری به نظر برای بازی در ان سطح بسیار کوتاه بود. دوست بلند قامت‌تر او هاروست اسمیت تنها فردی بود که در آن پایه به تیم اول راه پیدا کرد.
مایکل برانگیخته شد تا ارزش‌هایش را اثبات کند، او تبدیل به ستارهٔ تیم دوم آموزشگاه شد و در چند بازی توانست بیش از چهل امتیاز کسب کند. طی تابستان بعدی او ۱۰ سانتی‌متر رشد و به سختی تمرین کرد. او در فهرست تیم اول جای گرفت و در دو فصل پایانی بازیش در دبیرستان به‌طور متوسط در هر بازی ۲۰ امتیاز به‌دست‌آورد. هنگامی که در پایه‌دوازدهم بود بعد از اینکه به‌طور متوسط در هر بازی یک تریپل-دابل با: ۲۹٫۲ امتیاز، ۱۱٫۶ ریباند، و ۱۰ پاس منجر به امتیاز کرد،
وی از دانشگاه‌های متعددی شامل، دوک، تیم بسکتبال تارهیلز کارولینای شمال، تیم بسکتبال گیمزکوک کارولینای جنوبی، تیم بسکتبال سیراکوس اورنج و تیم بسکتبال ویرجینیا کاوالیرز دعوتنامه تحصیل و حضور در تیم بسکتبال دریافت کرد. سال ۱۹۸۱ جردن، جردن بورسیه بسکتبال کارولینای شمالی را پذیرفت و آنجا بود که تخصصش در جغرافیای فرهنگی را گرفت.
به عنوان یک دانشجوی سال اول در سیستم تیم‌گرای دین اسمیت، جردن با میانگین ۱۳٫۴ امتیاز در هر بازی، ۵۳٫۴ درصد پرتاب صحیح، بهترین تازه‌کار سال همایش ساحل اقیانوس‌اطلس نام گرفت. او در بازی نهایی ان‌سی‌ای‌ای ۱۹۸۲ جامپ شات منجر به پیروزی بازی را برابر جرج‌تاون هویاس انجام داد. در آن بازی پاتریک اوینگ که بعدها در ان‌بی‌ای نیز رقیب جردن شد برای جرج‌تاون بازی می‌کرد، جرج‌تاون تا لحظات پایانی توسط اوینگ پیش بود که پرتاب جردن نتیجه بازی را تغییر داد. جردن بعدها از این پرتاب به عنوان نقطه‌عطف دوران فعالیتش در بسکتبال یاد کرد. در طول سه فصل حضورش در کارولینا، او به‌طور متوسط ۱۷٫۷ امتیاز، ۵۴ درصد پرتاب صحیح و ۵ ریباند در هر بازی کسب کرد. وی با اجماع آرا برای تیم اول منتخبین ان‌سی‌ای‌ای در دو فصل ۱۹۸۳ و ۱۹۸۴ انتخاب شد. او بعد از اینکه هر دو جایزه بازیکن نایسمیت و وودن سال را در ۱۹۸۴ کسب کرد، یک سال قبل از فارغ‌التحصیل شدن کارولینی شمالی را ترک کرد تا وارد انتخابی ان‌بی‌ای شود. در پیک سوم انتخابی، بعد از اینکه در دو پیک اول حکیم اولاجوان توسط هیوستون راکتس و سم بوئی توسط پورتلند تریل بلیزرز انتخاب شدند، شیکاگو بولز جردن را انتخاب کرد. یکی از دلایل اصلی که جردن زودتر برگزیده نشد این بود که دو تیم اول نیازمند بازیکن پست سنتر بودند. با این وجود استو اینمن مدیرکل تریل بلیزرز بعداً ادعا کرد مهم انتخاب یک سنتر نبوده بلکه ترجیح می‌داده‌اند که سم بوئی را بگیرند تا مایکل جردن را، زیرا پورتلند در آن زمان بازیکنی در پست گارد با مهارت‌های مشابه جردن به نام کلاید درکسلر در اختیار داشت. با توجه به مصدومیت‌های متعدد بوئی در دوران دانشگاهی، سال ۲۰۰۵ ای‌اس‌پی‌ان، انتخاب بوئی توسط بلیرز را در ردیف بدترین پیک انتخاب‌های تاریخ ورزش حرفه‌ای آمریکای شمالی در رتبه اول قرار داد. سال ۱۹۸۶ جردن به کارولینای شمالی برگشت تا تحصیلاتش را به اتمام برساند.

## دوران فعالیت حرفه‌ای

### سال‌های آغازین در ان‌بی‌ای
جردن در اولین فصل حضورش در ان‌بی‌ای، میانگین ۲۸٫۲ امتیاز و ۵۱٫۴ درصد پرتاب صحیح در هر بازی را ثبت کرد. جردن به سرعت به بازیکن مورد علاقه تماشاگران، حتی هواداران تیم‌های رقیب تبدیل شد، و اندکی بعد از اولین ماه فعالیتش تصویرش روی جلد اسپورتس ایلوستراتد با عنوان «تولد یک ستاره» قرار گرفت. وی همچنین از سوی هواداران، در در سال اول برای تیم ستارگان تازه‌وارد انتخاب شد. پیش از بازی ستارگان حاشیه‌هایی مبنی بر نگرانی تعدادی از بازیکنان باسابقه‌تر و در راس ایشان آیزیاه توماس، از میزان توجه‌ای که به جردن می‌شد به وجود آمد. این موضوع منجر به راه افتادن یک جو علیه مایکل شد، به شکلی که بازیکنان از پاس دادن به او در سراسر جریان بازی خودداری می‌کردند. مناقشه تقریباً روی جردن تأثیری نداشت، و او هنگامی که بازی معمولش در طول فصل را به نمایش گذاشت در پایان به عنوان پدیده سال انتخاب شد. بولز فصل را با ۳۸ پیروزی و ۴۴ شکست به پایان برد، و در دور اول مرحله حذفی از میلواکی باکس شکست خورد.
فصل دوم بازی جردن با مصدومیت زودهنگامش به دلیلش شکستگی پا با وقفه‌ای طولانی همراه شد، این اتفاق باعث شد او ۶۴ بازی را از دست بدهد. با وجود مصدومیت جردن و ثبت رکورد ۳۲ پیروزی و ۵۰ شکست بولز به مرحله حذفی راه پیدا کرد (در آن زمان در میان تیم‌هایی که در طول تاریخ ان‌بی‌ای توانسته بودند سهمیه حضور در مرحله حذفی را کسب کنند، این رکورد در رتبه پنجم ضعیف‌ترین نتایج قرار گرفت). مصدومیت مایکل تا فرارسیدن مرحله حذفی بهبود پیدا کرد و در بازگشت نمایشی به نقص ارائه داد. وی در بازی برابر تیم بوستون سلتیکس فصل ۸۶-۱۹۸۵ که یکی از بهترین تیم‌های تمام ادوار ان‌بی‌ای به‌شمار می‌آید، در دو بازی ۶۳ امتیاز به‌دست‌آورد، رکوردی که تاکنون به عنوان بیشترین امتیازات ثبت شده در یک بازی مرحله حذفی پابرجاست. هرچند در مجموع بازی‌های رفت و برگشت این سلتیکس بود که پیروز شد.
با آغاز فصل ۸۷–۱۹۸۶ جردن کاملاً بهبود پیدا کرد، و تبدیل به یکی از امتیازآورترین بازیکنان تاریخ ان‌بی‌ای در طول یک فصل شد. او با میانگین ۳۷٫۱ امتیاز و ۴۸٫۲ درصد پرتاب صحیح در لیگ، در کنار ویلت چمبرلین تنها بازیکنانی‌اند که در یک فصل ۳۰۰۰ امتیاز کسب کرده‌اند. به‌علاوه در این دوره، جردن توانایی‌های دفاعی‌اش را نیز نشان داد، چنان‌که تبدیل به اولین بازیکن تاریخ ان‌بی‌ای شد که در یک فصل رکورد ۲۰۰ توپ‌ربایی و ۱۰۰ بلاک را برجای گذاشته است. با وجود تمام کامیابی مایکل جردن، جایزه با ارزش‌ترین بازیکن لیگ را مجیک جانسون به‌دست‌آورد. بولز ۴۰ بازی را برد، و برای سومین سال پیاپی به مرحله حذفی را یافت، گرچه آن‌ها بازهم توسط سلتیکس حذف شدند.

### دیوار دیترویت پیستونز

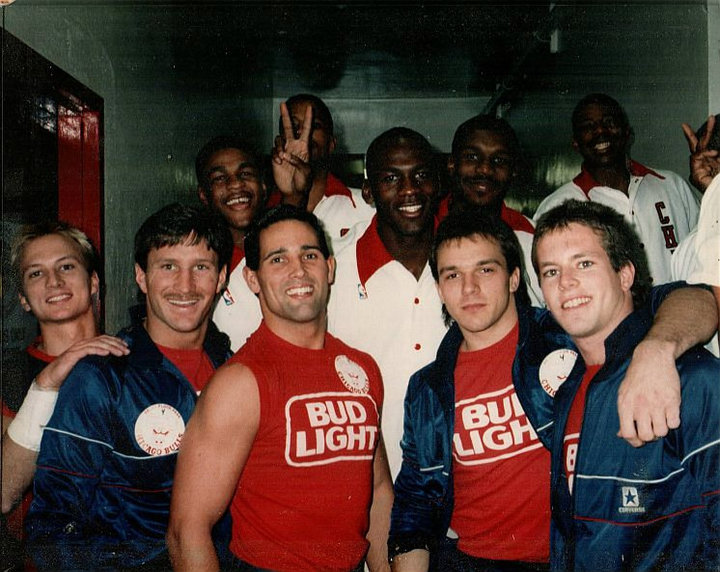
جردن (وسط) در ۱۹۸۷

جردن در فصل ۸۸–۱۹۸۷ ان‌بی‌ای نیز با میانگین ۳۵ امتیاز و ۵۳٫۵ درصد پرتاب صحیح، امتیازآورترین بازیکن لیگ شد و جایزهٔ با ارزشترین بازیکن لیگ را به‌دست‌آورد. او همچنین با متوسط ۱٫۶ بلاک و ۳٫۱۶ توپ‌ربایی در هر بازی لیگ، بهترین بازیکن دفاعی ان‌بی‌ای سال نام گرفت. بولز بازی‌ها را با ۵۰ پیروزی و ۳۲ شکست به پایان برد و با شکست کلیولند کاوالیرز در مجموع پنج بازی رفت‌وبرگشت، برای اولین بار در دوران حضور جردن از دور اول مرحلهٔ حذفی فراتر رفت. به‌هر ترتیب بولز دور بعد در مصاف با حریفی قدرتمندتر به نام دیترویت پیستونز 88-1987 که از وجود آیزیاه توماس و گروهی از بازیکنان فیزیکی مشهور به «پسران بد» سود می‌برد، در مجموع پنج بازی شکست خورد.
فصل ۸۹–۱۹۸۸، مایکل جردن با ثبت میانگین ۳۲٫۵ امتیاز از ۵۳٫۸ درصد پرتاب صحیح همراه با ۸ ریباند و ۸ پاس منجربه‌گل، یک بار دیگر در صدر امتیازآورترین بازیکنان لیگ قرار گرفت. بولز آمار ۴۷ برد و ۳۵ شکست را در آن سال برجای گذاشت و با شکست کاوالیرز و نیویورک نیکس به دور نهایی همایش شرقی راه پیدا کرد. رقابت با کاوالیرز عملکرد درخشان جردن را دربرداشت، تنها لحظه‌ای پیش از به صدا درآمدن زنگ پایان پنجمین و آخرین بازی این دور بود، که او توپ را وارد سبد کرد تا بولز ۱۰۱ به ۱۰۰ بر حریف غلبه کند. این اتفاق در حالی رخ داد که کاوالیرز با گرفتن تایم‌اوت سه ثانیه قبل از پایان بازی توانسته بود توسط کریگ ایهلو با نتیجه ۱۰۰–۹۹ پیش بیفتد. به‌هرحال پیستونز بازهم، این بار در شش بازی با بکار بردن روش مخصوصشان در کنترل جردن موسوم به «قواعد جردن» که شامل؛ یارگیری دو و سه نفره تیمی او هر بار که توپ را لمس کند، می‌شد، بولز را حذف کرد.
فصل ۹۰–۱۹۸۹ بولز با بازیکن اصلی‌اش مایکل جردن و بهبود تیم با بازیکنان جوانی چون اسکاتی پیپن و هوراس گرانت، ذیل هدایت فیل جکسون، در قامت یک مدعی واد رقابت‌ها شد. جردن آمار میانگین ۳۳٫۶ امتیاز در هر بازی از ۵۲٫۶ درصد پرتاب صحیح، در کنار ۶٫۹ ریباند در هر بازی و ۶٫۳ پاس منجربه‌گل در هر بازی و در راس آن ثبت رکورد ۵۵ پیروزی و ۲۷ شکست را بر جای گذاشت. بولز یک بار دیگر به بازی نهایی همایش شرق این‌بار در طی مسیر با شکست دادن میلواکی باکس و فیلادلفیا سونتی‌سیکسرز راه پیدا کرد. نهایتاً علی‌رغم کشاندن جدال دور نهایی با پستونز به بازی هفتم، بولز برای سومین فصل پیاپی در مرحله حذفی مغلوب پیستونز شد.

## عناوین و افتخارات
- NBA All-Star Game MVP: ۱۹۸۸ , ۱۹۹۶ , ۱۹۹۸
- NBA All-Defensive Team: ۱۹۸۸ , ۱۹۸۹ , ۱۹۹۰ , ۱۹۹۱ , ۱۹۹۲ , ۱۹۹۳ , ۱۹۹۶ , ۱۹۹۷ , ۱۹۹۸
- NBA Defensive Player of the Year: ۱۹۸۸
- NBA Rookie of the Year: ۱۹۸۵
- NBA All-Rookie Team: ۱۹۸۵
- Third on NBA All Tie Scoring List: (۳۲٬۲۹۲ points)
- Second Most Steals of All Time: (۲٬۵۱۴ steals)
- NBA Slam Dunk Contest winner: ۱۹۸۷ , ۱۹۸۸